# 8054 Брентано
8054 Брентано (8054 Brentano) — астероїд головного поясу.
Тіссеранів параметр щодо Юпітера — 3,625.